# Quatermass (gruppo musicale)
I Quatermass sono stati un gruppo musicale rock progressivo britannico formatosi nel 1969.

## Storia
I Quatermass si formarono dall'unione fra il bassista John Gustafson, il tastierista Peter Robinson e il percussionista Mick Underwood, tre strumentisti provenienti da varie esperienze. Gustafson affondava le proprie radici musicali nella Liverpool a cavallo fra anni cinquanta e sessanta, avendo militato dal 1959 nei Cass & the Cassanovas (poi divenuti i Big Three) e successivamente nei Merseybeats. Underwood era stato fra l'altro il batterista degli Outlaws, formazione nella quale aveva suonato assieme a Ritchie Blackmore. Robinson era il tastierista degli Episode Six quando Gustafson e Underwood confluirono nel gruppo che annoverava anche Ian Gillan e Roger Glover. Staccatisi dagli Episode Six, i tre musicisti costituirono una nuova formazione e per il nome si ispirarono al celebre personaggio televisivo e cinematografico del Professor Quatermass, protagonista di una fortunata saga trasmessa dalla BBC.
I Quatermass incisero l'album omonimo nel 1970 per la Harvest (la celebre etichetta della EMI dedicata al rock progressivo). Si trattava di una miscela ben riuscita tra  rock progressivo e hard rock rappresentando un crocevia musicale originale sulla scia del trio con tastiera come i Nice. Il disco ebbe un discreto successo in Italia, ma non nel Regno Unito, come accaduto ad altri gruppi britannici dell'epoca, quali ad esempio i Gentle Giant, gli Argent, i primi Genesis e i Van der Graaf Generator. L'album, che presentava un'originale copertina con profilo di grattacieli moderni e pterosauri, vendette al momento della sua uscita circa 30 copie in Inghilterra e 2/3.000 volte tanto in Italia.
Nell'aprile del 1971 la formazione si sciolse a causa degli scarsi risultati commerciali. L'anno seguente Gustafson e Robinson riformarono i Big Three incidendo un album e successivamente proseguirono le carriere musicali separatamente: il bassista collaborò con gli Hard Stuff, i Baltik fino ad approdare nei Roxy Music per una permanenza di due anni; il tastierista seguì esperienze di jazz rock e fu insieme a Stomu Yamashta, ai Brand X, ai Suntreader e alla Ian Gillan Band; Underwood fece parte dei Peace, degli Strapps per convergere anch'egli nel gruppo di Gillan.
A metà degli anni novanta Mick Underwood riunì attorno a sé Nick Simper, Bart Foley e Gary Davis dando vita ai Quatermass II. Con questa formazione registrò The Long Road, un album che si distacca dalle sonorità progressive del gruppo originale per virare verso un più commerciale hard rock.

## Formazione
- John Gustafson: basso, voce
- Peter Robinson: tastiere
- Mick Underwood: batteria

## Discografia

### Album in studio
- 1970 - Quatermass

### Singoli
- 1970 - Black Sheep Of The Family/Good Lord Knows
- 1971 - Gemini/Black Sheep Of The Family
- 1971 - One Blind Mice